# Mladinska knjiga
Mladinska knjiga je slovenska založba, ustanovljena leta 1945. 20 let kasneje, torej leta 1965, so se začela prva sodelovanja s tujimi državami. Leta 1968 so se odprli oddelki v Zagrebu. Leta 1974 je začel poslovati prvi knjižni klub v Sloveniji, imenovan Svet knjige. Leta 1990 je postala Mladinska knjiga delniška družba. Leto 2004 je zaznamoval začetek partnerstva z družbo Reader's Digest. 
Leta 2005 se je oblikovala Skupina Mladinska knjiga: Mladinska knjiga Založba, Mladinska knjiga Trgovina, Cankarjeva založba, MK Logistika, CTJ, Lipa Koper; Mozaik knjiga, MK Beograd, MK Skopje, MK Sarajevo, MK Knjižarstvo Split, MK Sofija. V skupini Mladinska knjiga je po podatkih iz leta 2011 zaposlenih 1421  sodelavcev. Po podatkih podjetja je skupna naklada vseh izdaj v letu 2019 znašala približno milijon izvodov, od tega 674.312 izvodov knjig.

## Zbirke in projekti
Najpomembnejše izdaje in knjižne zbirke Mladinske knjige in njihov začetek izhajanja:
- Mladi oder (1945)
- Sinji galeb (1952)
- Čebelica (1953)
- Kondor (1956)
- Zlata ptica (1956)
- Najdihojca (1958)
- Levstikov hram (1959)
- Kultura (1963)
- Zenit (1964)
- Moja knjižnica (1965)
- Biseri (1966)
- Monumenta Litterarum Slovenicarum (1966)
- Naša beseda (1967)
- Jezikovni tečaj z gramofonskimi ploščami za otroke (1967)
- Velike slikanice (1967)
- Človek in narava (1968)
- Lirika (1970)
- Muzeji sveta (1971)
- Nova slovenska knjiga (1971)
- Zlata knjiga (1973)
- Mladi vedež (1973)
- Humor (1974)
- Odisej (1974)
- Mala slikanica (1974)
- Krog (1974)
- Deteljica (1975)
- Beseda sodobnih jugoslovanskih pisateljev (1975)
- Pelikan (1975)
- Zlata slikanica (1975)
- Potopisi (1975)
- Odkritja in raziskovanja (1976)
- Vezi (1980)
- Veliki priročniki (1983)
- Hram (1984)
- Pisanice (1985)
- Oddih (1987)
- Cicibanov vrtiljak (1987)
- Pet prijateljev (1988)
- Žamet (1988)
- Murenčki
- (1986)
- Jubilejna zbirka (1986)
- Družinska psihološka knjižnica (1986)
- Kako so živeli (1989)
- Za zdravo življenje (1989)
- Slovenija (1990)
- Shakespeare (1991)
- Cicero (1991)
- Premiki (1992)
- Domen (1992
- Blazno resno o … (1993)
- Klasiki Kondorja (1994)
- Mojstri klasične glasbe (1994)
- Knjigožer (1995)
- Andersenovi nagrajenci (1995)
- Svetlanovčki (1995)
- Cicibanova zbirka (1995)
- Spomini in izpovedi (1996)
- Lipa zelenela je (1997)
- Veliki večni romani (1997)
- Veliki pravljičarji (1997)
- Turistični vodniki (1997)
- Žlabudron (1998)
- Mojstri lirike (1998)
- Mala čarovnica Lili (2000)
- Zdravje iz narave (2000)
- Anica (2001)
- Srednji svet (2002)
- Kapučino (2002)
- Ogledalo (2002)
- Slovenija na dlani (2003)
- Kapitan Gatnik (2003)
- Roman (2004)
- Slovensko izročilo (2004)
- Album (2004)
- Miti (2005)
- Enigma (2005)
- Esenca (2006)
- Nova Lirika (2006)
- Krimi (2007)
- Žepnice
- Deset naj (2007)

Najstarejše knjižne zbirke: Sinji galeb, Odisej, Čebelica, Pisanice, Kondor, Lirika, Nova slovenska knjiga.

## Priznanja
Leta 2002 je založba prejela zlati častni znak svobode Republike Slovenije za uresničitev projekta Enciklopedije Slovenije.